# Abd-Melqart
Abd-Melqart (siehe Abd und Melkart) war von 694 v. Chr. bis 680 v. Chr. phönizischer König der Stadt Tyros.
Abd-Melqart weitete die Macht von Tyros aus. Dabei scheint er einen Krieg mit den Israeliten geführt zu haben. Er selbst vernichtete mit seiner Flotte vor Tyros eine Flotte der Israeliten und konnte sich gegenüber den restlichen Stadtstaaten behaupten.
Einer Legende nach wurde er von seiner Tochter Numila vergiftet, die ihrerseits durch ihren Bruder den Tod fand. Einer anderen Legende zufolge wurde Abd-Melqart bei einer Reise nach Assur von Bergbewohnern des Libanon getötet.